# Llista de monuments de Mollet del Vallès
Llista de monuments de Mollet del Vallès inclosos en l'Inventari del Patrimoni Arquitectònic Català per al municipi de Mollet del Vallès (Vallès Oriental). Inclou els inscrits en el Registre de Béns Culturals d'Interès Nacional (BCIN) amb la classificació de monuments històrics i els Béns Culturals d'Interès Local (BCIL) de caràcter arquitectònic.
| Monument                                                    | Protecció | Estil/època                         | Localització                                                                           | Coordenades                                          | Codi?     | Imatge |
| ----------------------------------------------------------- | --------- | ----------------------------------- | -------------------------------------------------------------------------------------- | ---------------------------------------------------- | --------- | --- |
| Can Borrell                                                 | BCIL 2000 | Obra popular XIV, XVI-XVII          | Mollet del Vallès Av. Caldes de Montbui, parc de Can Borrell                           | 41° 32′ 48″ N, 2° 12′ 18″ E / 41.5466°N,2.2049°E     | IPA-17827 | Can Borrell (Mollet del Vallès) · Vegeu més fotos d'aquest monument · Carregueu una nova foto d'aquest monument                              |
| Can Jornet                                                  | BCIL 2000 | Obra popular XVI-XVII               | Mollet del Vallès Gallecs, a 50 m de la ctra.                                          | 41° 33′ 36″ N, 2° 12′ 08″ E / 41.559909°N,2.202190°E | IPA-17828 | Can Jornet (Mollet del Vallès) · Vegeu més fotos d'aquest monument · Carregueu una nova foto d'aquest monument                               |
| Can Vila                                                    | BCIL 2000 | Obra popular XVI                    | Mollet del Vallès Gallecs, a 600 m de l'autopista A-7                                  | 41° 33′ 20″ N, 2° 13′ 02″ E / 41.5555°N,2.2171°E     | IPA-17829 | Can Vila (Mollet del Vallès) · Vegeu més fotos d'aquest monument · Carregueu una nova foto d'aquest monument                                 |
| Can Mular                                                   | BCIL 2000 | Obra popular XVIII, XX              | Mollet del Vallès Gallecs, a 40 m al nord de la ctra. Sabadell-Granollers              | 41° 34′ 13″ N, 2° 11′ 45″ E / 41.5702°N,2.1957°E     | IPA-17830 | Carregueu una nova foto d'aquest monument |
| Conjunt de Can Flequer i Can Pantiquet                      | BCIL 2000 | Obra popular XVI, XVII, XX          | Mollet del Vallès Av. Gaudí - c. Can Flaquer                                           | 41° 32′ 48″ N, 2° 13′ 08″ E / 41.546556°N,2.218977°E | IPA-17831 | Conjunt de Can Flequer i Can Pantiquet (Mollet del Vallès) · Vegeu més fotos d'aquest monument · Carregueu una nova foto d'aquest monument   |
| Conjunt de Ca l'Amic: Ca l'Andreu, Cal Farrat i Ca l'Antich | BCIL 2000 | Obra popular XVIII, XX              | Mollet del Vallès Gallecs                                                              | 41° 33′ 57″ N, 2° 11′ 32″ E / 41.5657°N,2.1922°E     | IPA-17832 | Conjunt de Ca l'Amic (Mollet del Vallès) · Vegeu més fotos d'aquest monument · Carregueu una nova foto d'aquest monument                     |
| Església de Sant Vicenç i rectoria                          | BCIL 2017 | Noucentisme, gòtic XX (1940)        | Mollet del Vallès C. d'Espanya                                                         | 41° 32′ 22″ N, 2° 12′ 50″ E / 41.539463°N,2.213848°E | IPA-29105 | Església de Sant Vicenç (Mollet del Vallès) · Vegeu més fotos d'aquest monument · Carregueu una nova foto d'aquest monument                  |
| Can Lledó, Casa Pepe Mutgé, el Cuartelillo                  |           | Obra popular XVI-XVIII              | Mollet del Vallès Pl. Mercè Rodoreda - c. Comte d'Urgell, 48 - c. Batlle Tura          | 41° 32′ 34″ N, 2° 12′ 42″ E / 41.5429°N,2.2118°E     | IPA-29106 | Can Lledó (Mollet del Vallès) · Vegeu més fotos d'aquest monument · Carregueu una nova foto d'aquest monument                                |
| La Marineta, Hostal La Marinette, Mas Umbert                | BCIL 2017 | Obra popular, noucentisme XVI, XX   | Mollet del Vallès C. d'Espanya, 7 - pl. de l'Església, 7                               | 41° 32′ 23″ N, 2° 12′ 49″ E / 41.539622°N,2.213624°E | IPA-29107 | La Marineta (Mollet del Vallès) · Vegeu més fotos d'aquest monument · Carregueu una nova foto d'aquest monument                              |
| Habitatge a la plaça Prat de la Riba, 20                    |           | Eclecticisme XX Inici               | Mollet del Vallès Pl. Prat de la Riba, 20                                              | 41° 32′ 19″ N, 2° 12′ 48″ E / 41.538585°N,2.213350°E | IPA-29108 | Habitatge a la plaça Prat de la Riba, 20 (Mollet del Vallès) · Vegeu més fotos d'aquest monument · Carregueu una nova foto d'aquest monument |
| Farmàcia J. Amadó                                           |           | Historicisme XX Inici               | Mollet del Vallès Pl. Prat de la Riba, 17                                              | 41° 32′ 19″ N, 2° 12′ 49″ E / 41.538681°N,2.213497°E | IPA-29109 | Farmàcia J. Amadó (Mollet del Vallès) · Vegeu més fotos d'aquest monument · Carregueu una nova foto d'aquest monument                        |
| Can Boix                                                    |           | Noucentisme XX Inici                | Mollet del Vallès C. Berenguer III, 67-69                                              | 41° 32′ 09″ N, 2° 12′ 57″ E / 41.535892°N,2.215965°E | IPA-29110 | Can Boix (Mollet del Vallès) · Vegeu més fotos d'aquest monument · Carregueu una nova foto d'aquest monument                                 |
| Teneria Moderna                                             |           | Noucentisme Sebastià Mayol XX Inici | Mollet del Vallès C. Indústria, 1                                                      | 41° 32′ 00″ N, 2° 13′ 06″ E / 41.5332°N,2.2183°E     | IPA-29111 | Teneria Moderna (Mollet del Vallès) · Vegeu més fotos d'aquest monument · Carregueu una nova foto d'aquest monument                          |
| Farinera Moretó                                             |           | Noucentisme, modernisme XX Inici    | Mollet del Vallès Ctra. Sabadell, davant de l'Estació del Nord                         | 41° 32′ 14″ N, 2° 12′ 21″ E / 41.5372°N,2.2057°E     | IPA-29112 | Farinera Moretó (Mollet del Vallès) · Vegeu més fotos d'aquest monument · Carregueu una nova foto d'aquest monument                          |
| Cal Dibuixant                                               |           | Obra popular XX Inici               | Mollet del Vallès Pl. Prat de la Riba, 21                                              | 41° 32′ 18″ N, 2° 12′ 48″ E / 41.538446°N,2.213361°E | IPA-29114 | Cal Dibuixant (Mollet del Vallès) · Vegeu més fotos d'aquest monument · Carregueu una nova foto d'aquest monument                            |
| Habitatge al carrer Berenguer III, 100                      |           | Noucentisme XX Mitjan               | Mollet del Vallès C. Berenguer III, 100 - c. Jacint Verdaguer                          | 41° 32′ 11″ N, 2° 12′ 56″ E / 41.53625°N,2.215495°E  | IPA-29115 | Habitatge al carrer Berenguer III, 100 (Mollet del Vallès) · Vegeu més fotos d'aquest monument · Carregueu una nova foto d'aquest monument   |
| Mercat Vell, antic Mercat Municipal                         |           | Noucentisme XX (1948)               | Mollet del Vallès Pl. Prat de la Riba, 5 - c. Sant Vicenç                              | 41° 32′ 20″ N, 2° 12′ 47″ E / 41.5388°N,2.2131°E     | IPA-29116 | Mercat Vell (Mollet del Vallès) · Vegeu més fotos d'aquest monument · Carregueu una nova foto d'aquest monument                              |
| Habitatge al carrer d'Itàlia, 4                             |           | Noucentisme XX (1915)               | Mollet del Vallès C. d'Itàlia, 4                                                       | 41° 32′ 06″ N, 2° 13′ 01″ E / 41.535005°N,2.217082°E | IPA-29119 | Habitatge al carrer d'Itàlia, 4 (Mollet del Vallès) · Vegeu més fotos d'aquest monument · Carregueu una nova foto d'aquest monument          |
| Casa Mulà                                                   |           | Noucentisme XX                      | Mollet del Vallès Av. Rafael Casanova - c. Alsina                                      | 41° 32′ 15″ N, 2° 12′ 35″ E / 41.5374°N,2.2097°E     | IPA-29120 | Casa Mulà (Mollet del Vallès) · Vegeu més fotos d'aquest monument · Carregueu una nova foto d'aquest monument                                |
| Acadèmia Viñas                                              |           | Noucentisme XX Inici                | Mollet del Vallès Av. Jaume I, 2                                                       | 41° 32′ 17″ N, 2° 12′ 43″ E / 41.538126°N,2.211862°E | IPA-29121 | Acadèmia Viñas (Mollet del Vallès) · Vegeu més fotos d'aquest monument · Carregueu una nova foto d'aquest monument                           |
| Can Gomà, Institut Municipal de Serveis Socio-culturals     |           | Noucentisme XX (1945)               | Mollet del Vallès Av. Jaume I, 167 - c. Castelao, 2                                    | 41° 32′ 34″ N, 2° 12′ 53″ E / 41.5429°N,2.2148°E     | IPA-29122 | Can Gomà (Mollet del Vallès) · Vegeu més fotos d'aquest monument · Carregueu una nova foto d'aquest monument                                 |
| Font                                                        |           | Modernisme XX (1921)                | Mollet del Vallès Pl. Prat de la Riba                                                  | 41° 32′ 19″ N, 2° 12′ 48″ E / 41.5387°N,2.2133°E     | IPA-29123 | Font (Mollet del Vallès) · Vegeu més fotos d'aquest monument · Carregueu una nova foto d'aquest monument                                     |
| Museu Abelló                                                |           | Noucentisme XX (1908)               | Mollet del Vallès C. Berenguer III, 122 - c. Àngel Guimerà                             | 41° 32′ 09″ N, 2° 12′ 58″ E / 41.535695°N,2.216205°E | IPA-35159 | Museu Abelló (Mollet del Vallès) · Vegeu més fotos d'aquest monument · Carregueu una nova foto d'aquest monument                             |
| Església de Santa Maria de Gallecs                          | BCIL 2017 | Romànic XII, XIV                    | Mollet del Vallès Als Gallecs, prop del km 3 de la ctra. BV-5154                       | 41° 33′ 47″ N, 2° 11′ 47″ E / 41.56306°N,2.19640°E   | IPA-40976 | Església de Santa Maria de Gallecs (Mollet del Vallès) · Vegeu més fotos d'aquest monument · Carregueu una nova foto d'aquest monument       |
| Antiga Casa de la Vila, Seu del Síndic Personer             |           | Eclecticisme XIX                    | Mollet del Vallès Pl. Prat de la Riba, 4                                               | 41° 32′ 19″ N, 2° 12′ 47″ E / 41.53868°N,2.21314°E   | IPA-42457 | Carregueu una nova foto d'aquest monument |
| Illa de cases Can Borrell                                   |           | Darreres tendències XX              | Mollet del Vallès C. de Gallecs, 50 - av. Rívoli, 22 - c. Salvador Espriu, 1-5         | 41° 32′ 51″ N, 2° 12′ 32″ E / 41.5474°N,2.2088°E     | IPA-46280 | Illa de cases Can Borrell (Mollet del Vallès) · Vegeu més fotos d'aquest monument · Carregueu una nova foto d'aquest monument                |
| Complex de Tir Olímpic, Escola de Policia de Catalunya      |           | Darreres tendències XX              | Mollet del Vallès Ctra. N-152 km 20, av. de Lourdes, 5                                 | 41° 33′ 03″ N, 2° 13′ 09″ E / 41.55074°N,2.21905°E   | IPA-46287 | Carregueu una nova foto d'aquest monument |
| Parc dels Colors                                            |           | Darreres tendències XX              | Mollet del Vallès C. Agricultura - av. Caldes de Montbuí - c. Palau Solità i Plegamans | 41° 32′ 39″ N, 2° 12′ 21″ E / 41.5443°N,2.2057°E     | IPA-46312 | Parc dels Colors (Mollet del Vallès) · Vegeu més fotos d'aquest monument · Carregueu una nova foto d'aquest monument                         |